# Diadasia lutzi
Diadasia lutzi är en biart som beskrevs av Cockerell 1924. Diadasia lutzi ingår i släktet Diadasia och familjen långtungebin.

## Underarter
Arten delas in i följande underarter:
- D. l. deserticola
- D. l. difficilis
- D. l. lutzi